# James Lightbody
James Davies Lightbody (16. března 1882 Pittsburgh, Pensylvánie – 2. března 1953 Charleston, Jižní Karolína) byl americký atlet, běžec na střední tratě. Na 3. letních olympijských hrách 1904 v Saint Louis získal čtyři medaile, z toho tři zlaté a jednu stříbrnou, a stal se nejúspěšnějším atletem her.

## Sportovní dráha
Lightbody pocházel z Pittsburghu r. 1882. Jeho rodina se odstěhovala do Muncie ve státě Indiana (okres Delaware), kde vystudoval střední školu, načež odešel studoval Chicagskou univerzitu. Tam ho přivedl mezi atlety legendární americký trenér Amos Alonso Stagg. Ten z něho vychoval jednoho z předních atletů počátku 20. století a Lightbody se mu odměnil svými úspěchy na saintlouiské olympiádě.
Na olympiádě v Saint Louis nepatřil mezi favority, ale ve všech individuálních startech (800 m, 1500 m a 2500 m překážek) zazářil, s americkým mužstvem Chicago Athletic Association získal v přespolním běhu na 4 míle stříbrnou medaili.
V roce 1905 zvítězil Lightbody v národním mistrovství AAU (Amatérská atletická unie) rovněž v bězích na 800 a 1500 m, o rok později se účastnil olympijských „meziher“ v Athénách, kde vyhrál závod na 1500 m a byl druhý na 800 m. Tyto výsledky se ale nezapočítávají do oficiální historie olympijských her.
Lightbody se účastnil i 4. letních olympijských her 1908 v Londýně, ale tam se mu ani v jedné ze tří disciplín nedařilo. Z londýnské olympiády jel Lightbody přímo do Berlína, kde r. 1911 ukončil svá studia. Přitom závodil za tým Berliner S.C., s nímž soutěžil na mistrovstvích Německa. V letech 1910 a 1911 byl mistrem Německa na 800 a 1500 m. Po studiích a ukončení kariéry se usadil v Charlestonu, kde také zemřel.

## James Lightbody na olympijských hrách

### 3. letní olympijské hry Saint Louis 1904

#### běh 800 metrů
Závodu se účastnilo 13 běžců ze tří zemí, kteří běželi přímo finále. Velmi těsně zvítězil Jim Lightbody v novém olympijském rekordu 1:56,0 min, o tři desetiny sekundy zpět byl jeho krajan Howard Valentine, úspěch domácích běžců dovršil třetím místem Emil Breitkreuz. Nejlepším zahraničním běžcem byl na pátém místě Němec Runge.

#### běh 1500 metrů
Závodu na 1500 m se účastnilo devět běžců ze tří zemí. I tento běh skončil jednoznačně pro USA. Vyhrál Jim Lightbody v olympijském a světovém rekordu 4:05,4 min, druhý byl William Verner, třetí Lacey Hearn.

#### běh na 2590 m překážek
Tento běh s neobvyklou délkou trati nahradil předchozí překážkářský běh na 2500 m, oba jsou předchůdci dnešního klasického běhu na 3 km. Závod běželo 7 sportovců ze dvou zemí. Jim Lightbody zvítězil v čase 7:39,6 min před závodníkem V. Británie Johnem Dalym a Američanem Arthurem Newtonem.

#### přespolní běh družstev na 4 míle
Závodu se účastnila americká klubová družstva New York A.C. a Chicago A.A., tj. pouhé dva týmy po pěti závodnících, jejichž pořadí se bodovalo jedním až deseti body. Jen těsně zvítězil tým New Yorku, Chicago ve složení Jim Lightbody, William Verner, Lacey Hearn, Albert Corey a Sidney Hatch zaostalo o jediný bod.

### 4. letní olympijské hry Londýn 1908

#### běh na 800 metrů
Běhu na 800 m se v Londýně účastnilo 38 závodníků z 10 zemí. Byli rozděleni do osmi semifinálových běhů, z nichž vždy pouze vítěz postupoval do finále. 20. července nastoupil Jim Lightbody do prvního semifinálového běhu a nestačil na tři běžce, kteří se poprali o finále, podařilo se to Maďaru Bodorovi. Olympijským vítězem se stal o den později Melvin Sheppard z USA, druhý skončil Ital Emilio Lunghi, třetí byl Němec Hanns Braun.

#### běh na 1500 metrů
13. července 1908 začaly atletické soutěže olympiády semifinálovými běhy na 1500 m. Bylo jich osm a účastnilo se 44 závodníků z 15 zemí. V prvním semifinále se vystřídali ve vedení po jednom kole Kanaďan Meadows, Francouz de Fleurac, Brit Smith a Jim Lightbody, ale nikdo z nich nestačil na finiš Jamese Sullivana z USA. Lightbody skončil jen o sekundu za ním. Druhý den se běželo finále a v něm opět kraloval Melvin Sheppard, druhý byl Harold Wilson z Británie, třetí jeho krajan Norman Hallows.

#### běh na 3200 m překážek
Překážková trať se v Londýně opět prodloužila, a to na 3200 m. Přihlásilo se 24 závodníků. Konalo se šest rozběhů, jen vítěz každého z nich postoupil do finále. Poslední běh byl napínavým soubojem mezi Britem Haroldem Sewellem a Jimem Lightbodym, až v samém závěru se protlačil do cíle asi o yard Sewell a vyřadil Lightbodyho i v tomto závodě. Finále vyhrál Brit Arthur Russell před svým krajanem Archie Robertsonem a Američanem Johnem Eyselem.